# IC 2177
IC 2177 (Głowa Mewy, również Sh2-292) – obszar H II oraz mgławica refleksyjna znajdująca się w gwiazdozbiorze Jednorożca. Została odkryta w 1898 roku przez Isaaca Robertsa. Mgławica ta znajduje się w odległości około 3800 lat świetlnych od Ziemi. Jest jonizowana przez młodego podolbrzyma (oznaczenia katalogowe HD 53367 lub BD -10 1848) o masie 20 M☉, który ma towarzysza o masie 5 M☉.

Mgławica Mewa; znajdująca się w centrum zdjęcia IC 2177 stanowi jej „głowę” (ESO)

IC 2177 stanowi „głowę” dużo większej mgławicy nazywanej popularnie Mgławicą Mewa, która z kolei należy do jeszcze większej asocjacji gwiazdowej CMa OB1.

## Nieścisłości w identyfikacji obiektu IC 2177
Wiele źródeł popularnonaukowych (np. serwis APOD) za IC 2177 błędnie uznaje „skrzydła” Mgławicy Mewa, natomiast jej „głowę” identyfikuje jako NGC 2327 (w rzeczywistości obiektem NGC 2327 jest niewielka mgławica na przedniej krawędzi prawego „skrzydła” Mewy).
Europejskie Obserwatorium Południowe w swoich komunikatach prasowych za obiekt IC 2177 uznaje całą Mgławicę Mewa.